# 特羅伊茨凱 (阿爾切夫斯克區)
48°26′54″N 38°55′35″E / 48.44833°N 38.92639°E
特羅伊茨凱（烏克蘭語：Троїцьке）是位於烏克蘭東部的村莊，由盧甘斯克州阿爾切夫斯克區的阿爾切夫斯克市鎮負責管轄。該村始建於1952年，面積0.04平方公里，海拔高度144米，2001年人口29，人口密度每平方公里783.8人。